# Duncan Atwood
Pour les articles homonymes, voir Atwood.
Duncan Atwood (né le 11 octobre 1955 à Seattle) est un athlète américain, spécialiste du lancer du javelot. 

## Biographie
Vainqueur des Championnats des États-Unis 1979, il décroche la médaille d'or des Jeux panaméricains, à San Juan, avec un lancer à 84,16 m. Il remporte un nouveau titre national en 1980. Licencié au Athletics West de Eugene, en Oregon, il remporte les sélections olympiques américaines de 1984, devant son compatriote Tom Petranoff, en portant son record personnel à 93,44 m. Aux Jeux olympiques de Los Angeles, Duncan Atwood se classe onzième de la finale en ne réalisant que 78,10 m. L'Américain établit la meilleure performance de sa carrière avec l'ancien modèle de javelot en atteignant la marque de 94,06 m le 26 juillet 1985 à Eugene. Il se classe cette même année deuxième de la Finale du Grand Prix, à Rome. 
En 1987, lors des Jeux panaméricains d'Indianapolis, Duncan Atwood remporte le titre du javelot (78,68 m) huit ans après son premier succès dans cette compétition. Son record personnel avec le nouveau modèle de javelot est établi le 6 juillet 1987 à Eugene avec 79,52 m.

### Palmarès
| Date | Compétition           | Lieu         | Résultat | Marque  |
| ---- | --------------------- | ------------ | -------- | ------- |
| 1979 | Jeux panaméricains    | San Juan     | 1er      | 84,16 m |
| 1984 | Jeux olympiques       | Los Angeles  | 11e      | 78,10 m |
| 1985 | Finale du Grand Prix  | Rome         | 2e       | 90,30 m |
| 1987 | Jeux panaméricains    | Indianapolis | 1er      | 78,68 m |
| 1987 | Championnats du monde | Rome         | 12e      | 72,54 m |

### Records
| Épreuve                           | Performance | Lieu   | Date            |
| --------------------------------- | ----------- | ------ | --------------- |
| Lancer du javelot                 | 79,52 m     | Eugene | 6 juin 1987     |
| Lancer du javelot (ancien modèle) | 94,06 m     | Eugene | 26 juillet 1985 |